# Blake's 7

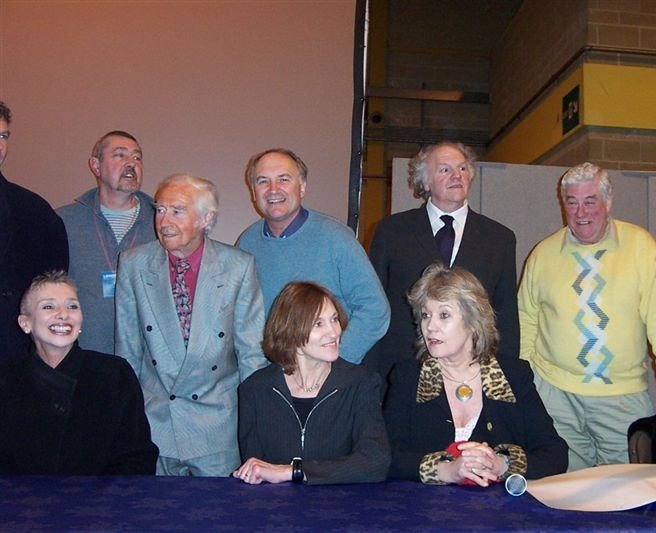
De cast van Blake's 7 bij de voorstelling van de eerste dvd-box in 2004.

Blake's 7 (Nederlandse titel; De Zeven van Blake) was een Britse sciencefictiontelevisieserie die tussen 1978 en 1981 door de BBC werd uitgezonden. In Nederland (1979 en 1982) werden alleen de eerste twee seizoenen uitgezonden.
In Vlaanderen (1986-1987; BRT) werden wel alle vier seizoenen uitgezonden.

## Verhaal
Blake's 7 speelt zich af in een toekomst waarin de Aarde en andere planeten worden geregeerd door de totalitaire Terraanse Federatie (Engels: Terran Federation). Roj Blake, een veroordeelde politieke dissident, weet met hulp van enkele medegevangenen op weg naar een gevangenisplaneet te ontsnappen. Hierbij stelen ze het geavanceerde buitenaardse ruimteschip de Bevrijder (Engels: Liberator), waarmee ze vluchten. Ze zwerven door het universum, steeds weer opgejaagd door de troepen van de Federatie.

## Hoofdrollen
- De zeven:
  - Gareth Thomas als Roj Blake
  - Paul Darrow als Kerr Avon
  - Michael Keating als Vila Restal
  - Sally Knyvette als Jenna Stannis
  - David Jackson als Olag Gan
  - Jan Chappell als Cally
  - Peter Tuddenham als Zen, Orac en Slave
  - Glynis Barber als Soolin
  - Josette Simon als Dayna
  - Steven Pacey als Tarrant
- Jacqueline Pearce als opperbevelhebber (Engels: Supreme Commander)/president Servalan
- Stephen Greif als Travis I
- Brian Croucher als Travis II

## Reünies
In 2005 kwamen de nog levende acteurs weer bijeen voor de presentatie van de dvd-boxen.
In 2008 was er een reünie ter gelegenheid van het dertigjarig jubileum.